# Tindariidae
Tindariidae zijn een familie van tweekleppigen uit de orde Nuculanida.

## Geslachten
- Tindaria Bellardi, 1875